# ISS A/S
ISS A/S ist ein börsennotierter dänischer Dienstleistungskonzern mit Sitz in Kopenhagen. Das Unternehmen versteht sich als Generalunternehmer im Bereich Facilitymanagement, dem Unterhalt von Gebäuden und Anlagen. Weitere Dienstleistungen umfassen neben technischem Gebäudemanagement, Reinigung und Catering unter anderem Sicherheitsdienste sowie den Empfangs- und Telefonservice. Der Name ISS hatte seit der Firmengründung abwechselnde Bedeutungen und steht heute für „International Service System“. Das Unternehmen hat über 350.000 Mitarbeitende und ist in über 30 Ländern tätig.

## Geschichte
Die Geschichte geht auf die Firma Kjøbenhavn-Frederiksberg Nattevagt zurück, ein kleines, im Jahr 1901 gegründetes Kopenhagener Wachdienst-Unternehmen. Dieses wurde 1918 in De forenede Vagtselskaber umbenannt, woraus 1934 ein Reinigungsunternehmen mit dem Namen Det Danske Rengøringsselskab (DDRS) entstand.
1968 wurde ein weiteres Unternehmen, die International Sanitary Systems (ISS) gegründet. Diese änderte ihren Namen im Jahre 1973 in International Service System und wurde gleichzeitig das Mutterhaus für ihre internationalen Akquisitionen.
Im Jahr 2005 wurde ISS von einem Konsortium aus den Finanzinvestoren EQT und Goldman Sachs Capital Partners für einen Preis von 470 DKK je Aktie (30 Mrd. DKK) übernommen, mit dem Delisting wurde die Notierung an der Kopenhagener Börse eingestellt.
Mitte 2011 gaben die britische G4S plc und ISS in einem gemeinsamen Interview mit dem damaligen G4S-CEO Nick Buckles und dem ISS-Präsidenten Jeff Gravenhorst die Übernahme der ISS für 5,2 Milliarden Britische Pfund durch die G4S bekannt. Dadurch wäre mit über einer Million Mitarbeitern und mit über 20 Mrd. Euro Umsatz das mit Abstand weltweit größte Unternehmen für Sicherheits- und Facility Management-Dienstleistungen entstanden. Die Übernahme wurde jedoch Anfang November 2011 abgesagt, da der G4S-Vorstand es versäumt hatte, vorab die Zustimmung der Anteilseigner des Unternehmens einzuholen und diese im Anschluss ihre Zustimmung verweigert hatten.
Ein erneuter Börsengang wurde mehrmals verschoben, 2014 dann aber realisiert. Seit dem 13. März 2014 ist das Unternehmen wieder im NASDAQ notiert. Im April 2017 gab ISS bekannt, dass es das US-amerikanische Catering-Unternehmen Guckenheimer mit einem Jahresumsatz von rund 2,3 Mrd. DKK und 3.200 Beschäftigten in 33 US-Bundesstaaten übernommen hat. 2017 schloss ISS mit Deutsche Telekom den größten Einzelauftrag des Unternehmens ab, der 9.000 Standorte umfasst und 4 % des weltweiten Jahresumsatzes ausmacht.

## Dienstleistungen
- Gebäudereinigung
  - Unterhaltsreinigung
  - Spezialreinigung
  - Waschraum-Service

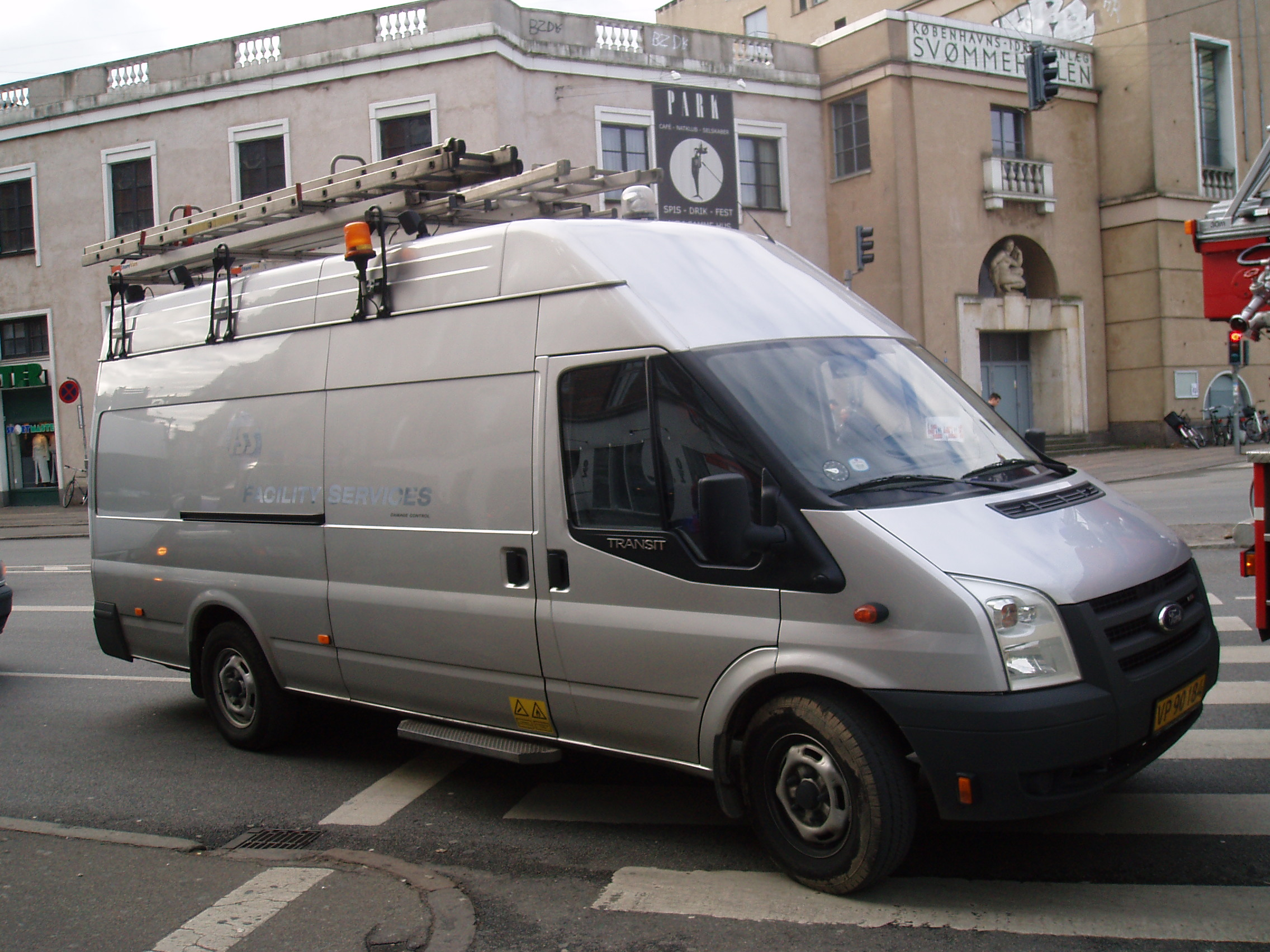
Servicefahrzeug

  - Ventilations- und Lüftungsreinigung

- Betriebliche Dienste
  - Empfang & Telefonservice
  - Aktenvernichtung
  - Sicherheitsdienste
  - Umzugsservice
  - Innenbegrünung

- Liegenschaften-Service
  - Technischer Unterhalt
  - Gartenbau und -unterhalt
  - Winterdienst
  - Parkflächen-Service
  - Entsorgung

- Industriewartung und Service

- Kanal-, Straßen- und Tunnelunterhalt

- Luftfahrtdienstleistungen

- Integrale Facility-Services